# 대한예수교장로회(대신석수)
대한예수교장로회(대신석수) (大韓예수敎長老會(大神石水)/The General Assembly of Presbyterian Church of Korea DAESHINSEOKSU)은 1961년 6월 21일 김치선 목사가 창립한 대한예수교성경장로회로부터 출발하며, 대한예수교장로회(대신)에서 독립하여 2014년 12월 23일 창립한 교단이다. 교단 직영 신학교는 대한신학대학원대학교이다.

## 신학노선
대한예수교장로회(대신석수) 교단은 개혁주의 교회이며, 칼빈주의 전통에 입각한 장로교회이다. 철저한 성경적 유신론의 입장으로서, 성경을 유일무오한 하나님의 말씀으로 믿으며, 역사적 기독교회의 신앙 전통과 정통 신학을 따라 성경을 우리의 신앙과 생활의 규준으로 하는 공동신조들과 웨스트민스터 신앙고백서를 신앙고백의 표본으로 삼아 교리와 정치와 생활의 일치를 이루어 나가는 정통기독교회이다.

## 연혁
- 1961년 6월 21일 대한신학교에서 제1회 대한예수교성경장로회 창립총회(발기인: 김치선 목사, 마두원 선교사)를 개최하고, 초대 총회장에 김치선 목사를 선출하다.

- 1969년 6월 17일 제4회 대한예수교성경장로회총회에서 교단명칭을 대한예수교장로회(성장측)으로 변경하다.

- 1972년 4월 6~7일 제7회 대한예수교장로회(성장측)총회에서 한국장로교 총회 명칭이 다양해짐에 따라 교단 명칭을 대한예수교장로회(대신)으로 변경하다.

- 2014년 12월 23일 대한신학대학원대학교 강당에서 대한예수교장로회(대신석수) 창립총회를 개최하고, 황원찬 목사를 초대 총회장으로 선출하다.

## 역사
대한예수교장로회(대신) 교단이 교세 확장을 위해 기존의 교육기관인 안양대학교 외 새로운 교육기관을 추가로 설립할 필요성을 느껴 대한예수교장로회(대신) 교단 소속 교회들의 헌금을 지원받아 1996년 12월 6일 학교법인 대한신학대학원을 설립하였다. 그 후 대한예수교장로회(대신)의 내분 때문에 2014년 12월 23일 대한신학대학원대학교가 중심이 되어 대한예수교장로회(대신석수)를 창립하였다. 교육기관은 대한신학대학원대학교이며, 학교 중심의 교단이다.

## 현황
- 2014년 12월 23일 대한예수교장로회(대신석수) 창립총회 개최 이후 2017년 현재 총회 산하 8개 노회가 있으며, 각 노회마다 차이가 있으나 총회는 여성목사 안수를 허용한다.